# Dianthus laricifolius
Dianthus laricifolius är en nejlikväxtart. Dianthus laricifolius ingår i släktet nejlikor, och familjen nejlikväxter.

## Underarter
Arten delas in i följande underarter:
- D. l. caespitosifolius
- D. l. laricifolius
- D. l. marizii
- D. l. merinoi